# خدمة الحركة الجوية

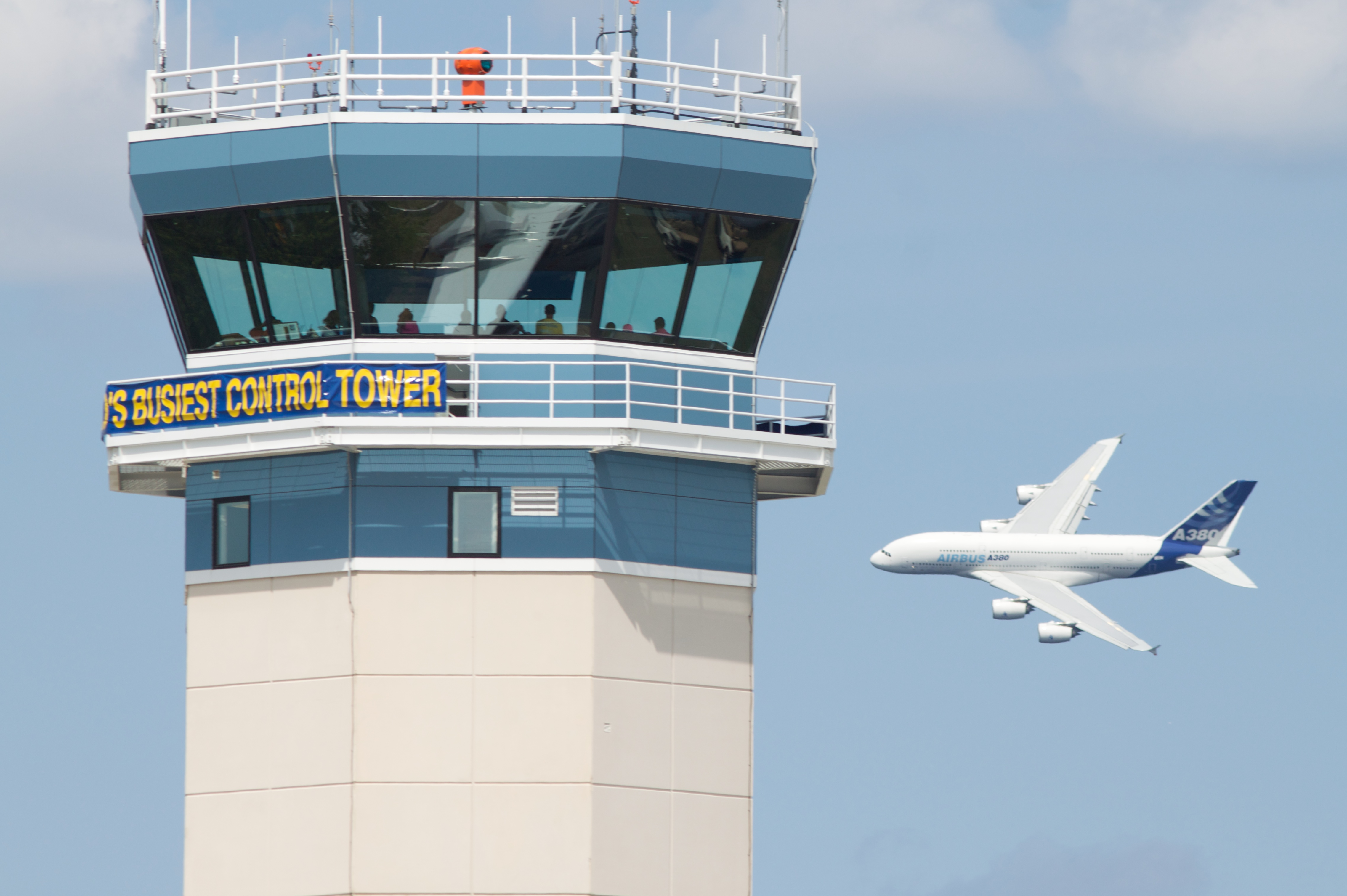
برج مراقبة خدمات الحركة الجوية

في مجال الطيران، تعد خدمة الحركة الجوية (air traffic service) اختصارا (ATS) خدمة تنظم الطائرات وتساعدها في الوقت الفعلي لضمان عملياتها الآمنة. على وجه الخصوص، فإن خدمة الحركة الجوية هي:
- منع الاصطدامات بين الطائرات. تقديم المشورة بشأن تسيير الرحلات بأمان وفعالية؛
- إجراء والحفاظ على تدفق منظم للحركة الجوية؛
- إخطار المنظمات المعنية والمساعدة في عمليات البحث والإنقاذ.

كما تقدم خدمة الحركة الجوية أربع خدمات:
- خدمات مراقبة الحركة الجوية، والتي تهدف إلى منع الاصطدامات في المجال الجوي الخاضع للرقابة من خلال توجيه الطيارين إلى مكان الطيران؛
- خدمة استشارية للحركة الجوية، تُستخدم في المجال الجوي غير المتحكم فيه لمنع الاصطدامات من خلال تقديم المشورة للطيارين عن الطائرات أو المخاطر الأخرى؛
- خدمة معلومات الطيران، والتي توفر معلومات مفيدة لسلامة وكفاءة الرحلات الجوية؛
- خدمة التنبيه والتي تقدم خدمات لجميع الطائرات المعروفة.

مسار خدمة الحركة الجوية هو طريق مخصص لتوجيه تدفق حركة المرور حسب الضرورة لتوفير خدمات الحركة الجوية. يشمل ذلك مسارات الطائرات ومسارات الملاحة في المنطقة (RNAV) وطريق الوصول والمغادرة. يمكن تحديد المسارات باستخدام محدد؛ طريق من وإلى النقاط الهامة؛ المسافة بين النقاط الهامة؛ متطلبات تقديم التقارير؛ وأدنى ارتفاع آمن.

## قائمة مقدمي الخدمة

### أوروبا
يواجه مقدمو خدمات خدمة الحركة الجوية الأوروبيون مؤخرًا تغييرًا أكبر في السوق الأوروبية، مع إدخال ميزة «السماء الأوروبية الموحدة»، التي تقسم أوروبا إلى «كتل مجال جوي وظيفية» - والتي تحل محل كتل المجال الجوي الوطنية القديمة.

## روابط خارجية
- CASA الجزء 172 - مقدمو خدمات الحركة الجوية هيئة سلامة الطيران المدني الأسترالية
- ناتس - شركة عالمية رائدة في مراقبة الحركة الجوية وأداء المطارات NATS Holdings
- إدارة الطيران الفيدرالية لخدمات الحركة الجوية الأمريكية
- مقدمو خدمات الحركة الجوية - دليل إجراءات مراقبة الدخول هيئة سلامة الطيران المدني الأسترالية
- مراكز خدمات الحركة الجوية نسخة محفوظة 2016-12-06 على موقع واي باك مشين. Airservices أستراليا
- نسخة محفوظة 2016-12-06 على موقع واي باك مشين. 2016-12-06 Airservices أستراليا